# Регіональний ландшафтний парк «Половецький степ»
«Полове́цький степ» — регіональний ландшафтний парк, що функціонував раніше на території Донецької області.

## Загальний опис
Парк створений Рішенням Донецької обласної ради від 29.02.2000 р. № 23/11-253 на площі 1335 га, в межах Нікольського і Мангушського районів.
На території «Половецького степу» збереглися ділянки цілинних типчаково-ковильних і петрофітних степів, типових для Північного Приазов'я. Мальовничі ландшафти і сприятливі умови для полювання та інших видів організованого відпочинку надають території регіонального ландшафтного парку значну рекреаційну цінність.
Парк розташований в басейні річки Берда та її притоці р. Темрюк.
З 2004 року він увійшов до складу регіонального ландшафтного парку «Меотида».
Територія постраждала під час військових дій. Додатково з цього питання інформація міститься у статті про екологічні наслідки війни на сході України

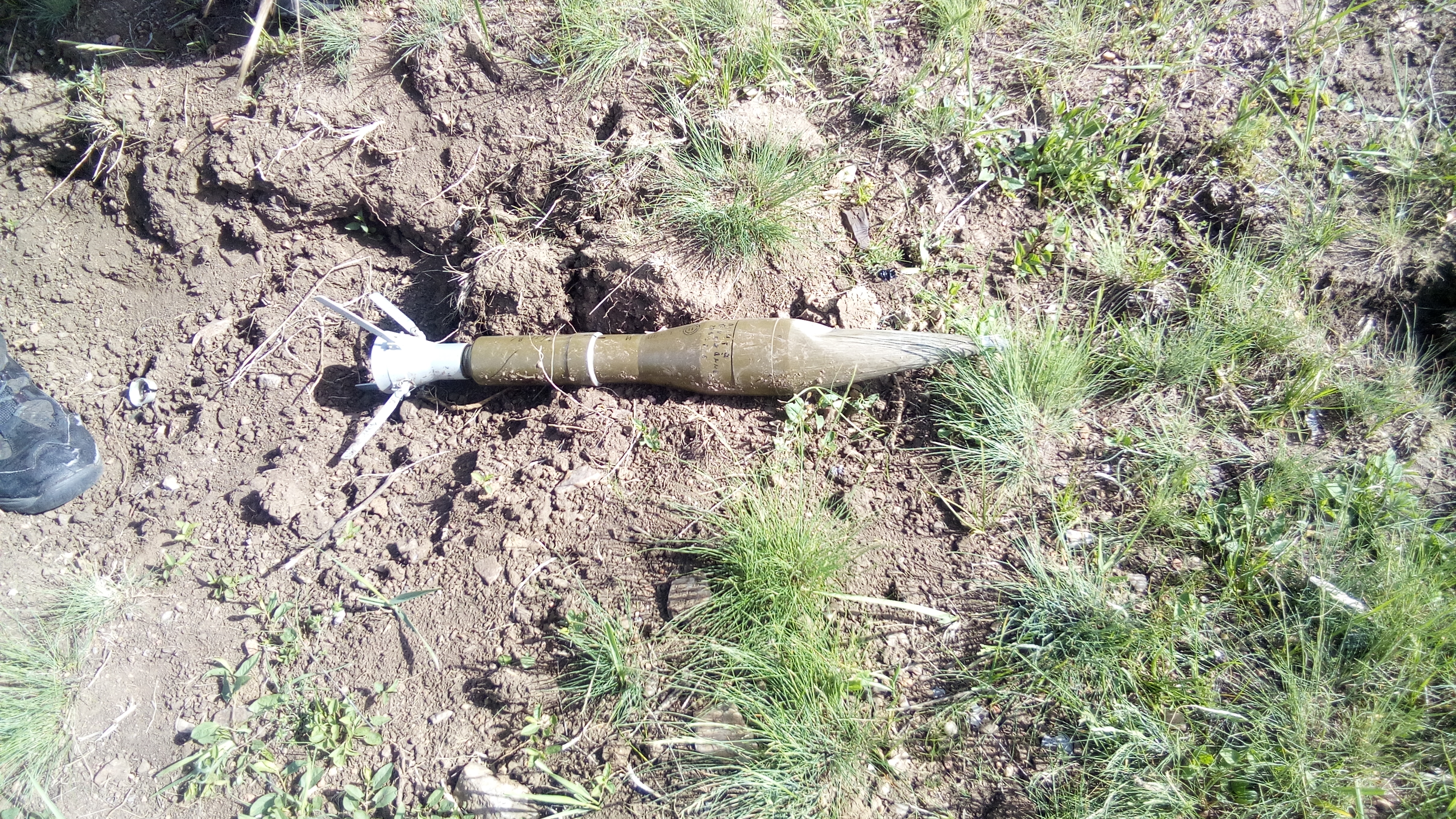
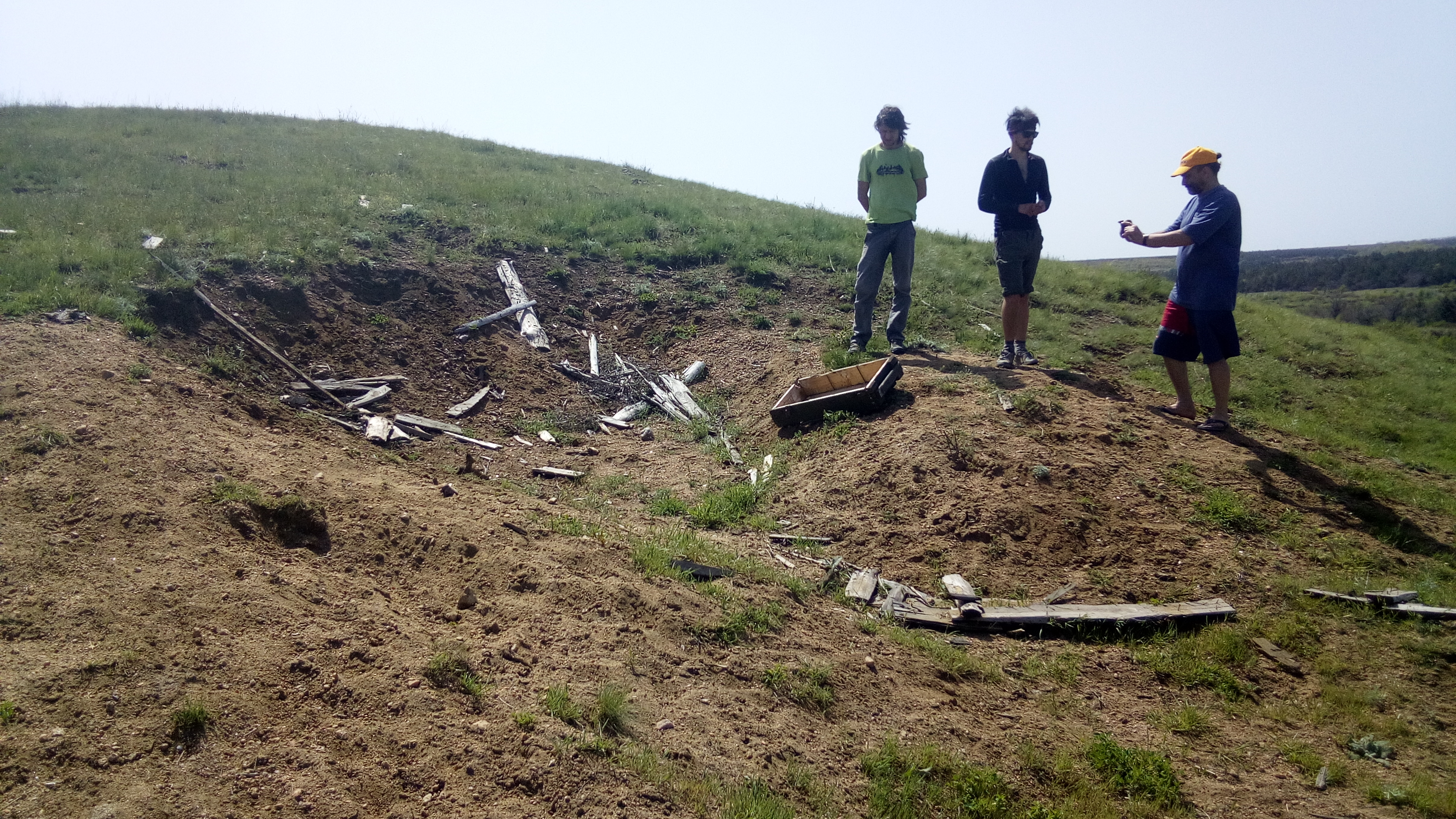
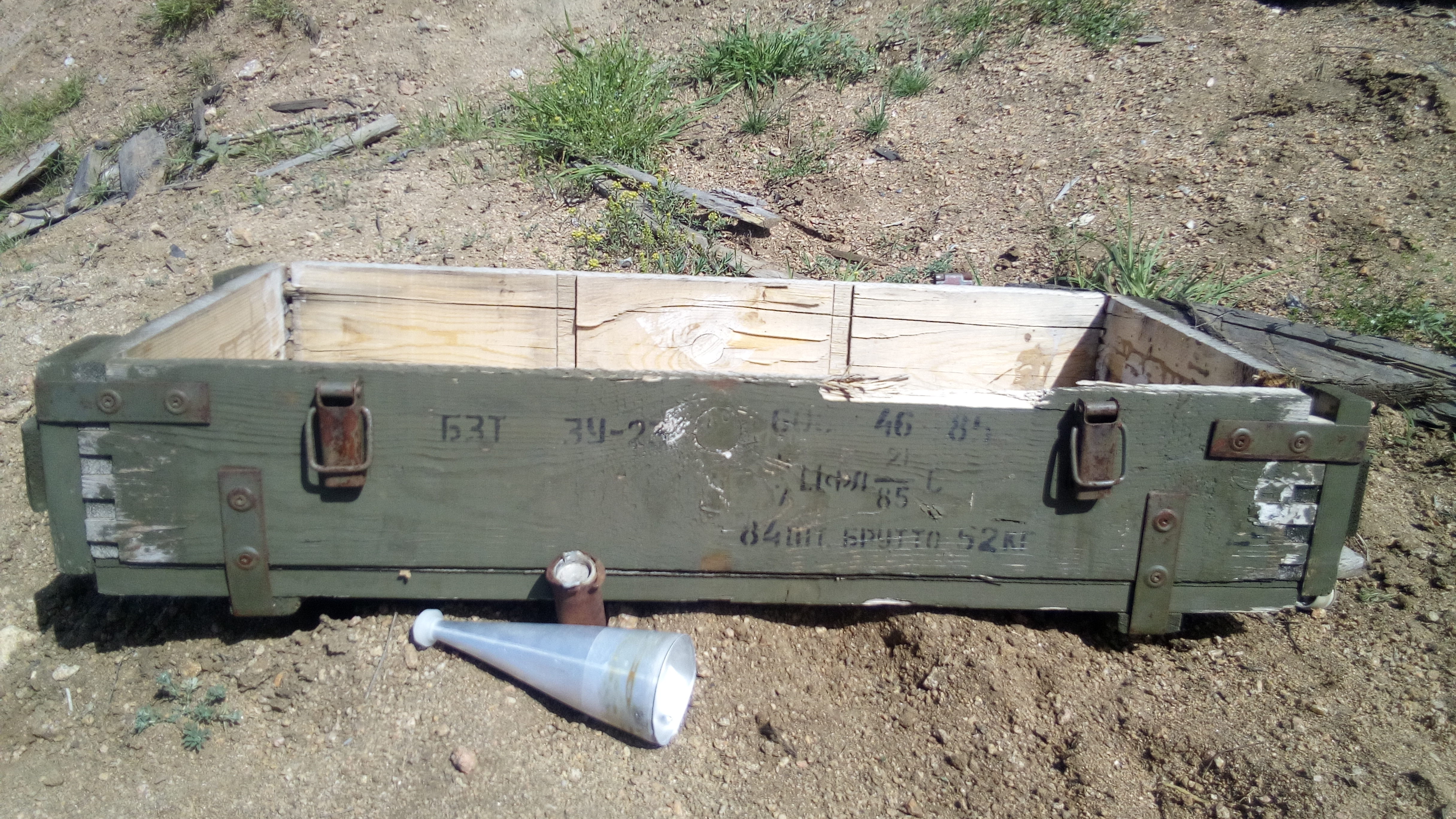
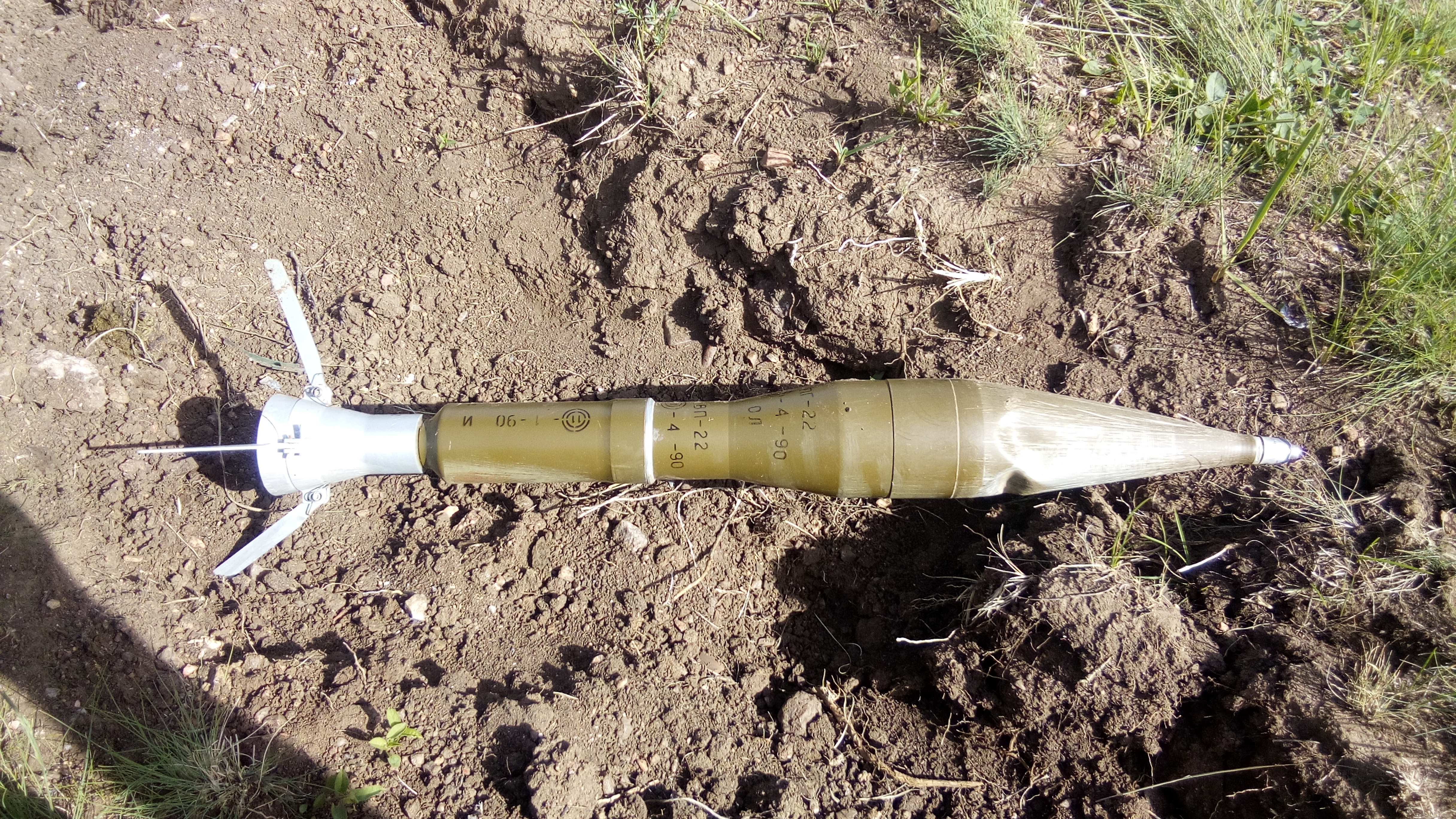

## Природні ділянки Половецького степу
У РЛП «Половецький степ» включені три природні ділянки у Нікольському й Мангушському районах Донецької області.
- Перша ділянка являє собою степовий масив і гранітні відслонення по річці Темрюк від села Старченкового до села Веселе Нікольського району. Площа його 467 га.

- Друга ділянка розташована по річці Темрюк від села Веселого, далі по річці Каратюк від балки Бирючої до її впадіння у річку Берду. Площа — 638 га.

- Третя ділянка — теж степовий масив із гранітними виходами по річці Каратюк до села Захарівки. Площа — 1335 га.

Рослинний та тваринний світ цих ділянок, які складають ландшафтний парк «Половецький степ», характерний для цілинних, типчаково-ковилових, петрофільних степів, які є типовими для південного сходу України.

## Рослинний і тваринний світ
Поряд із звичайною степовою рослинністю на цих ділянках виявлені червонокнижні рослини (сон чорніючий, півонія тонколиста, карагана скіфська, тюльпан гранітний, види ковили: волосиста, відокремлена, гранітна, Лессінга, українська).
Тваринний світ «Половецького степу» характерний для Приазов'я. Із ссавців тут водяться заєць сірий, лисиця звичайна, єнот уссурійський, їжак білочеревий, ласка, лісова та домова миші тощо. Іноді трапляється звичайний сліпак. Із плазунів трапляються полоз жовточеревий, гадюка степова, вуж водяний та звичайний, ящірка, черепаха болотяна, жаба озерна та ставкова. Ссавці водно-болотних біотопів парку представлені так званими напівводяними видами, які більшу частину свого життя проводять у воді. Тут є нутрія вільна та ондатра.

## Галерея

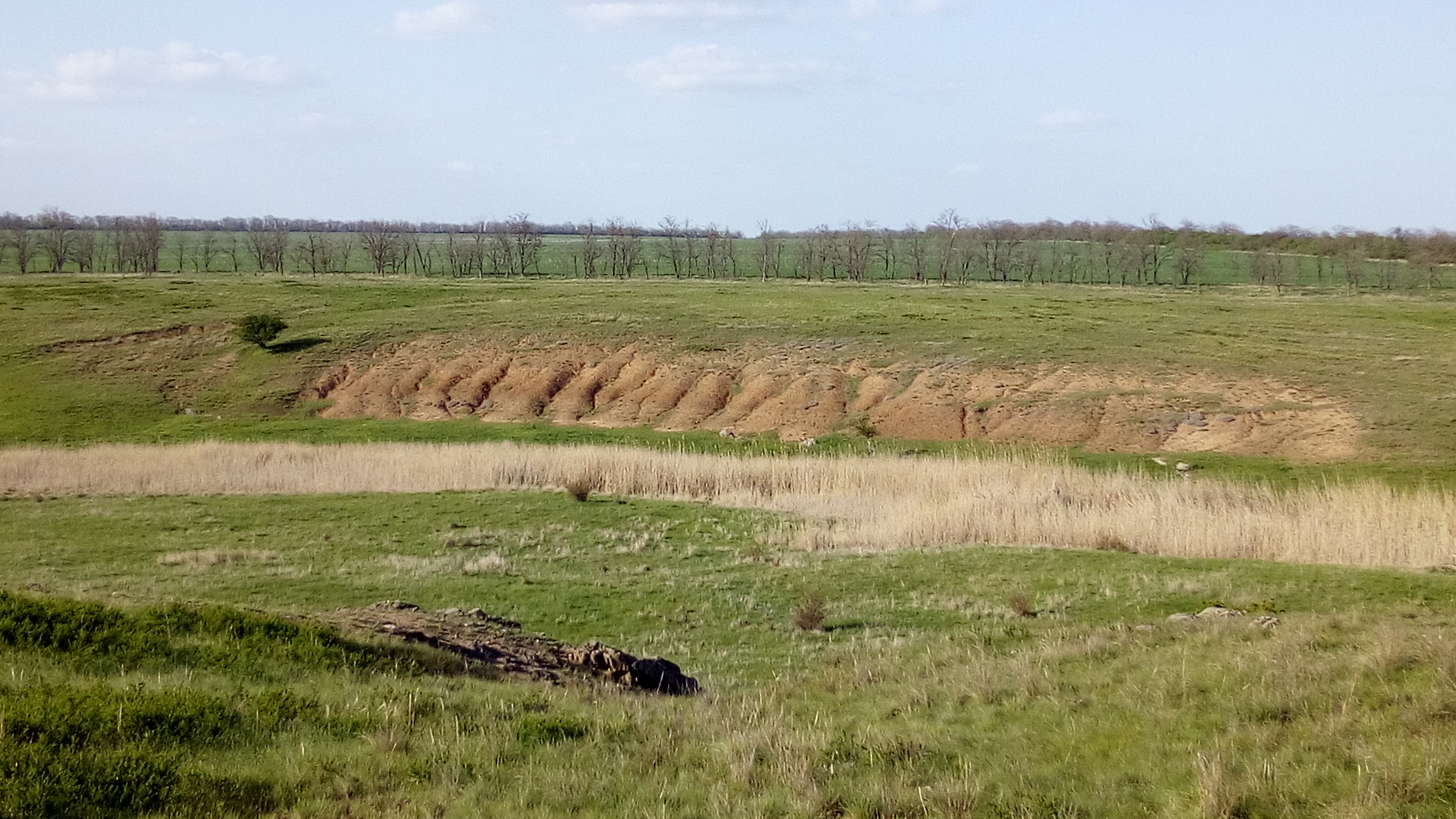
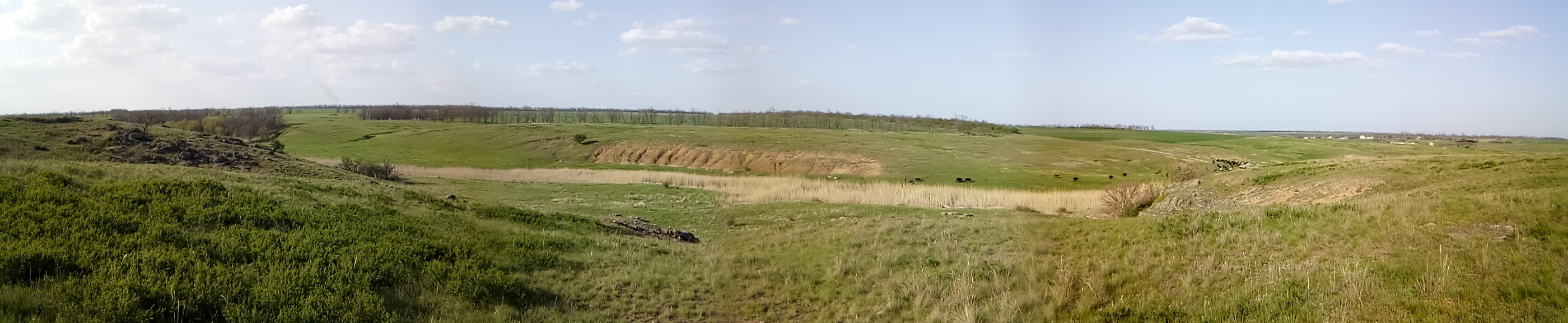
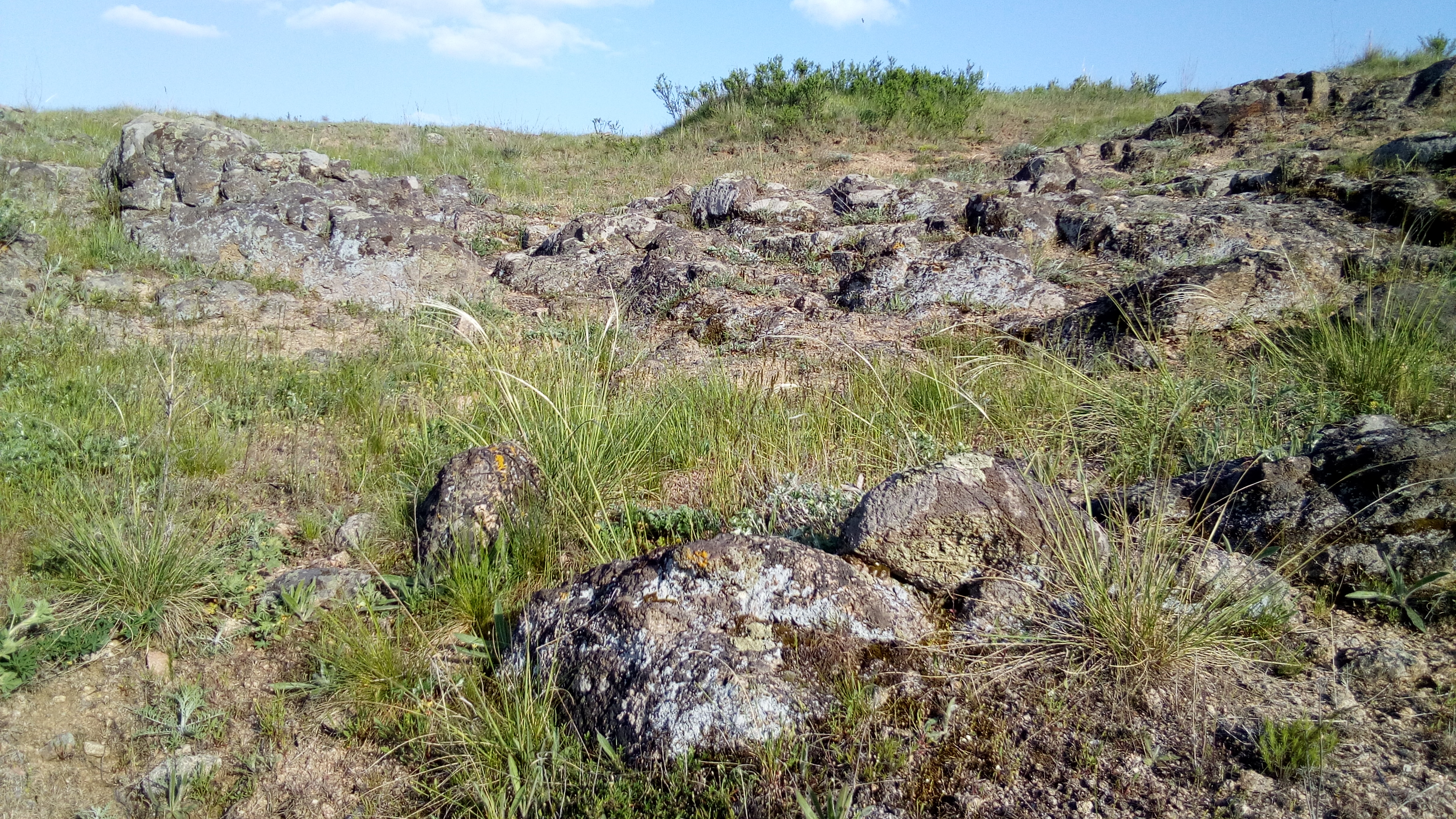
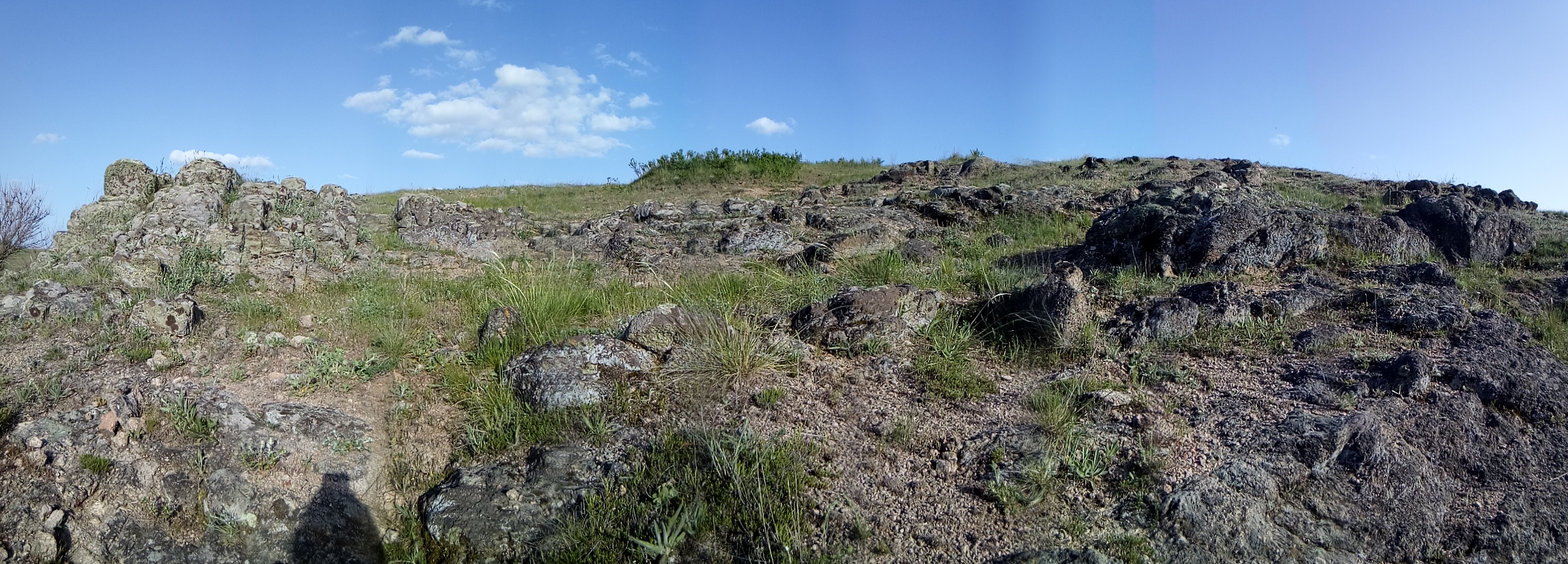
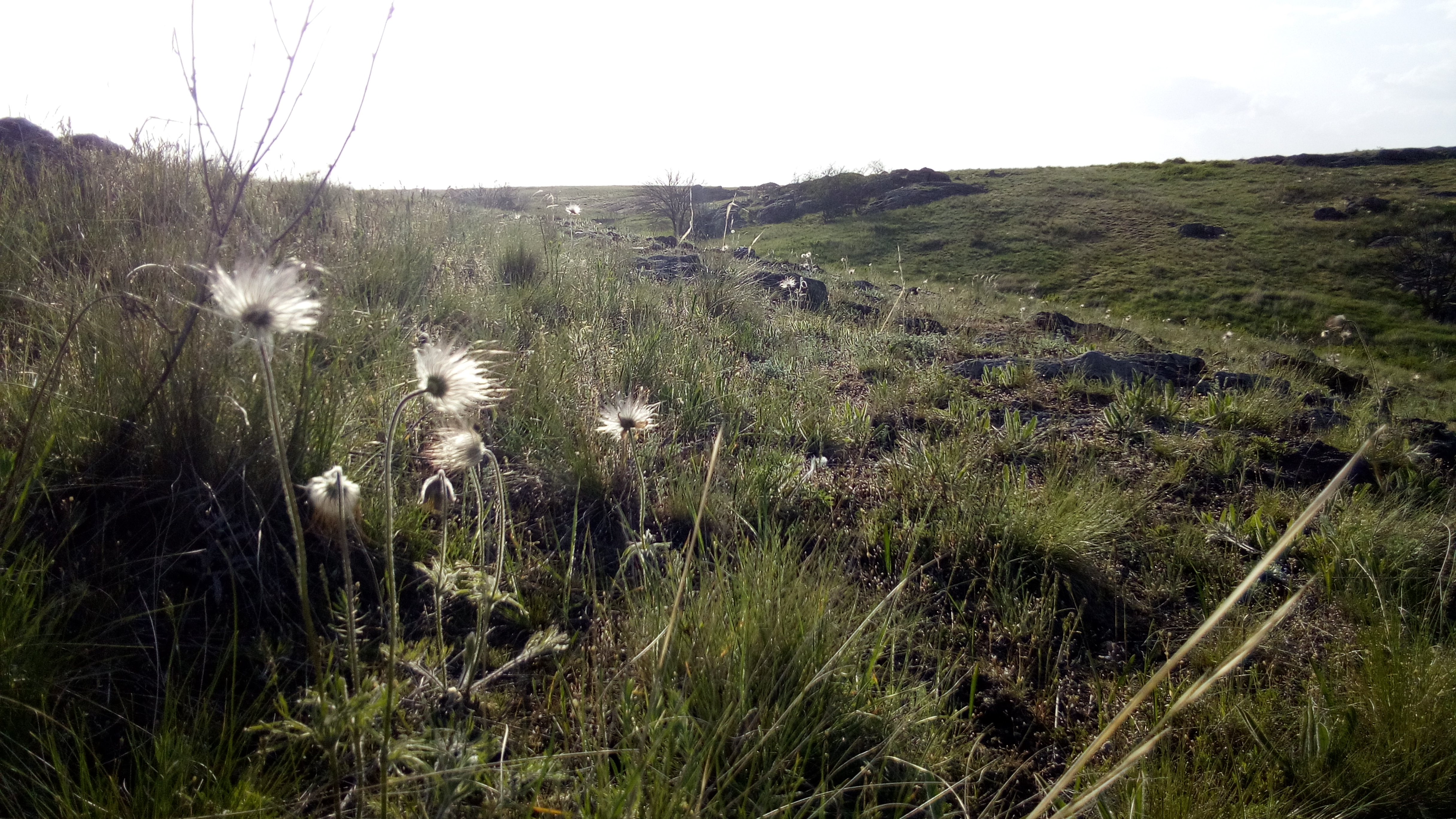
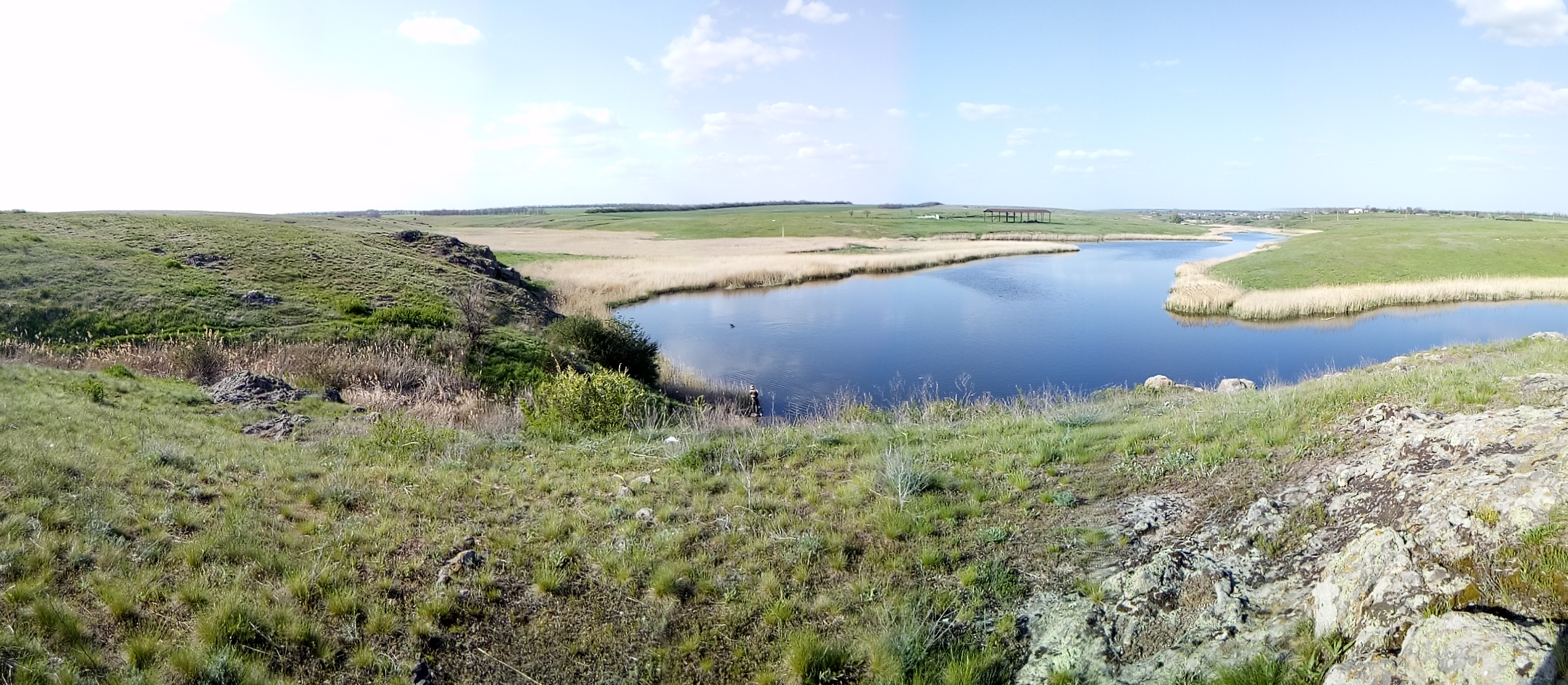
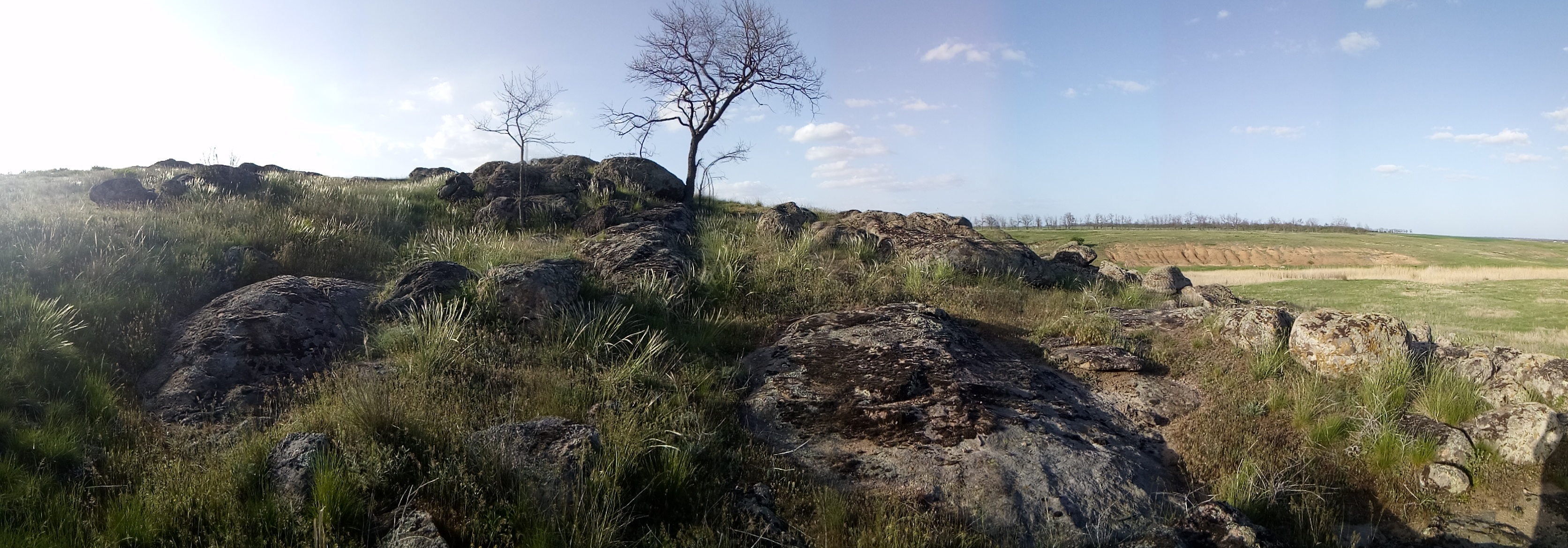
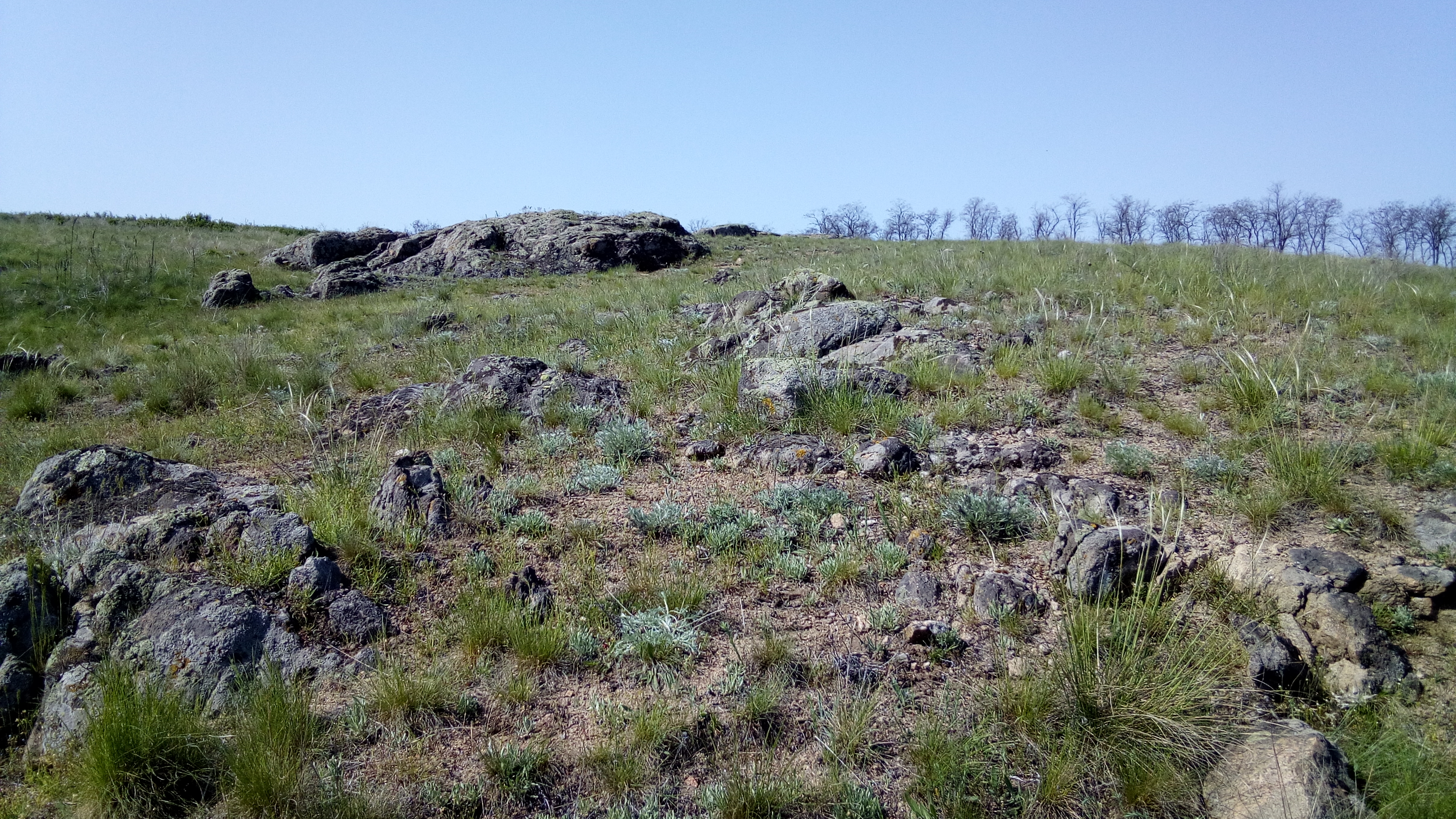
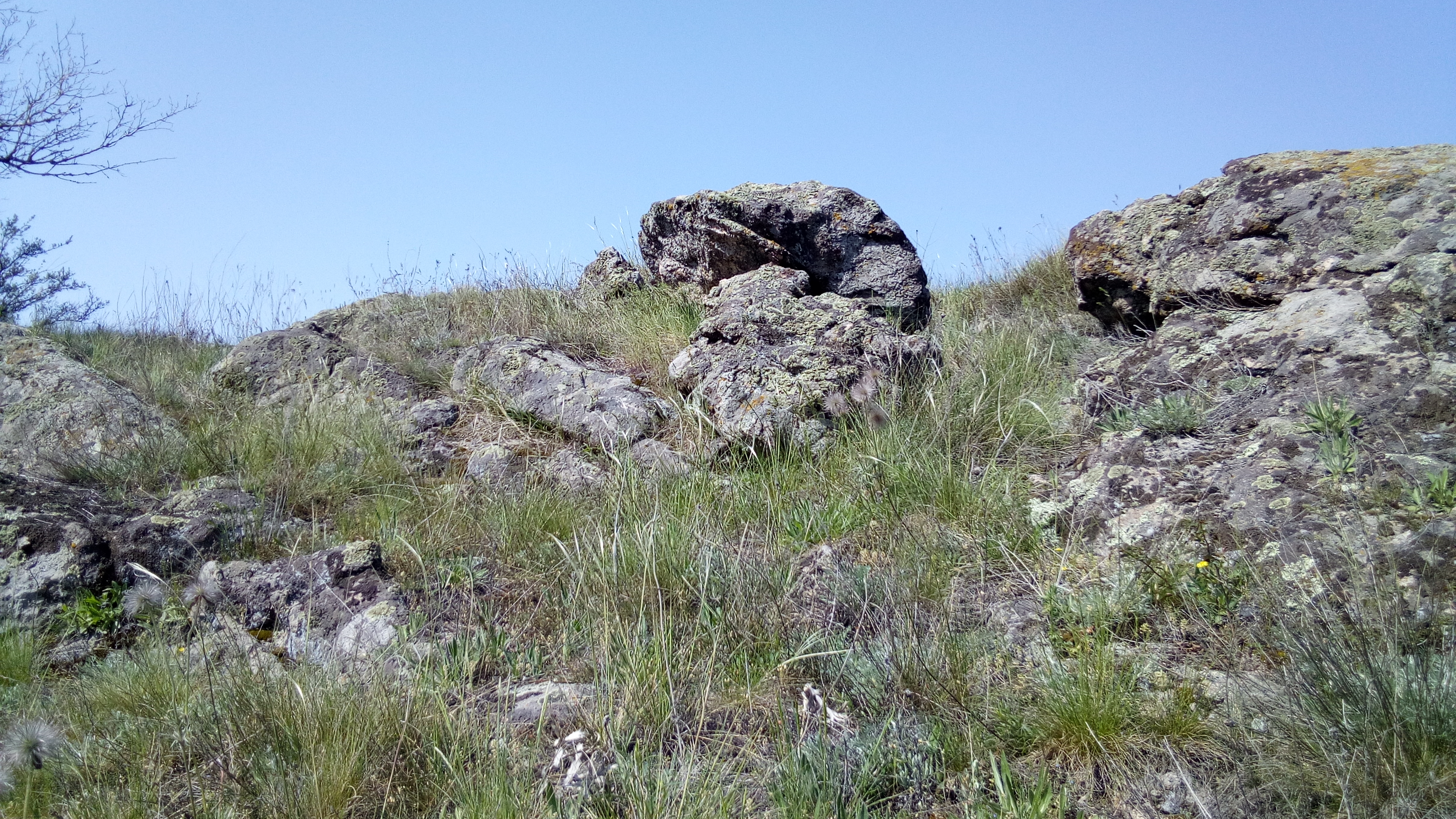
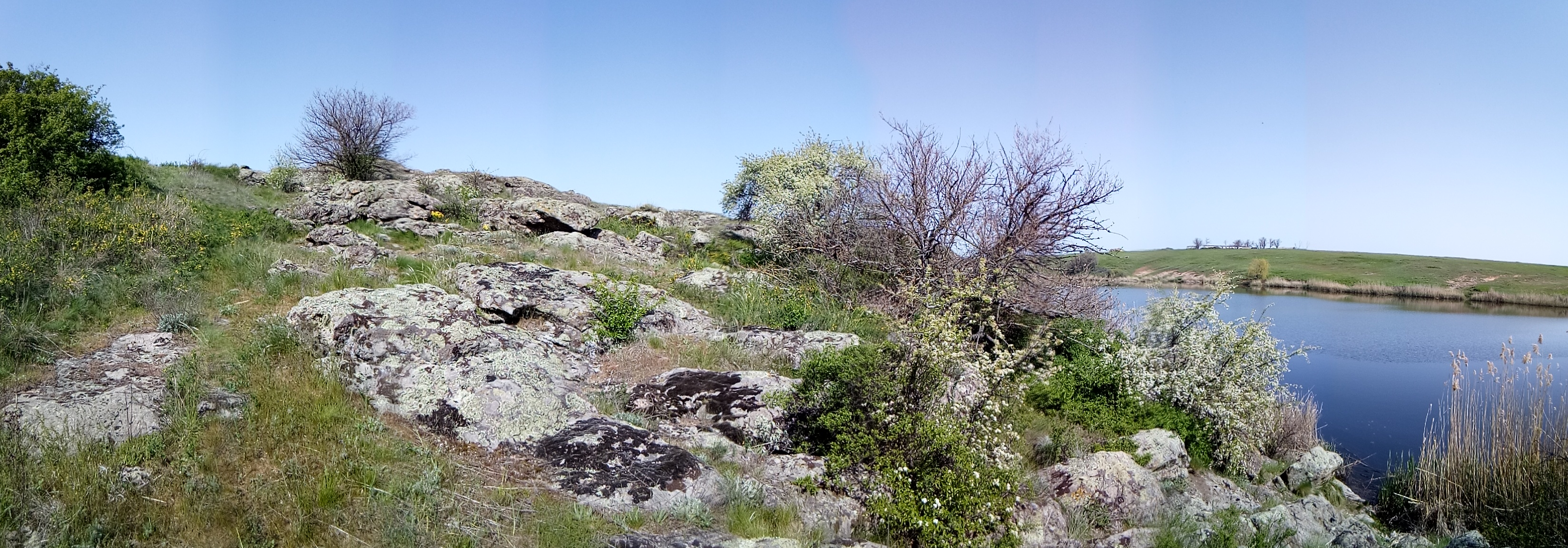
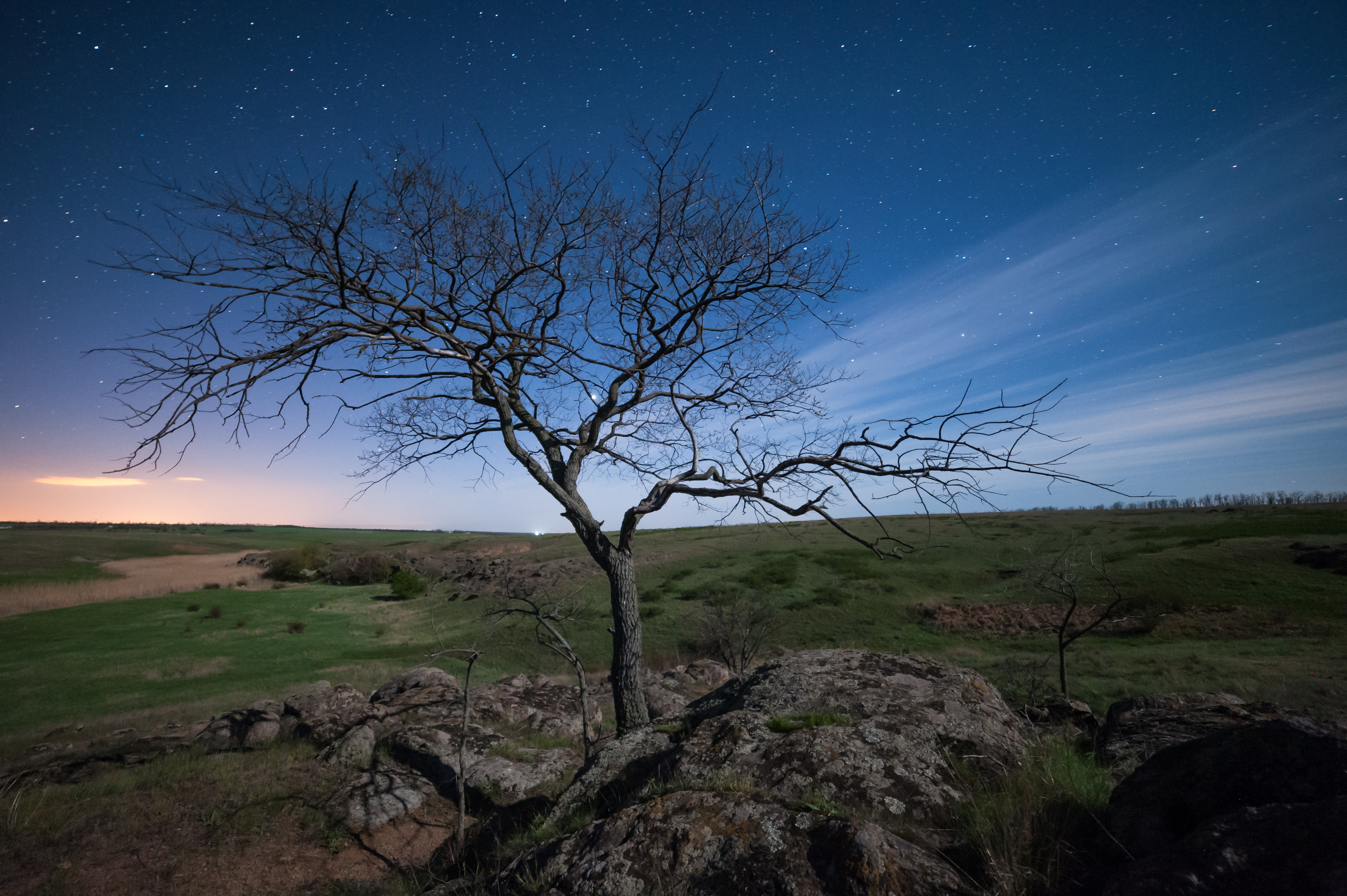
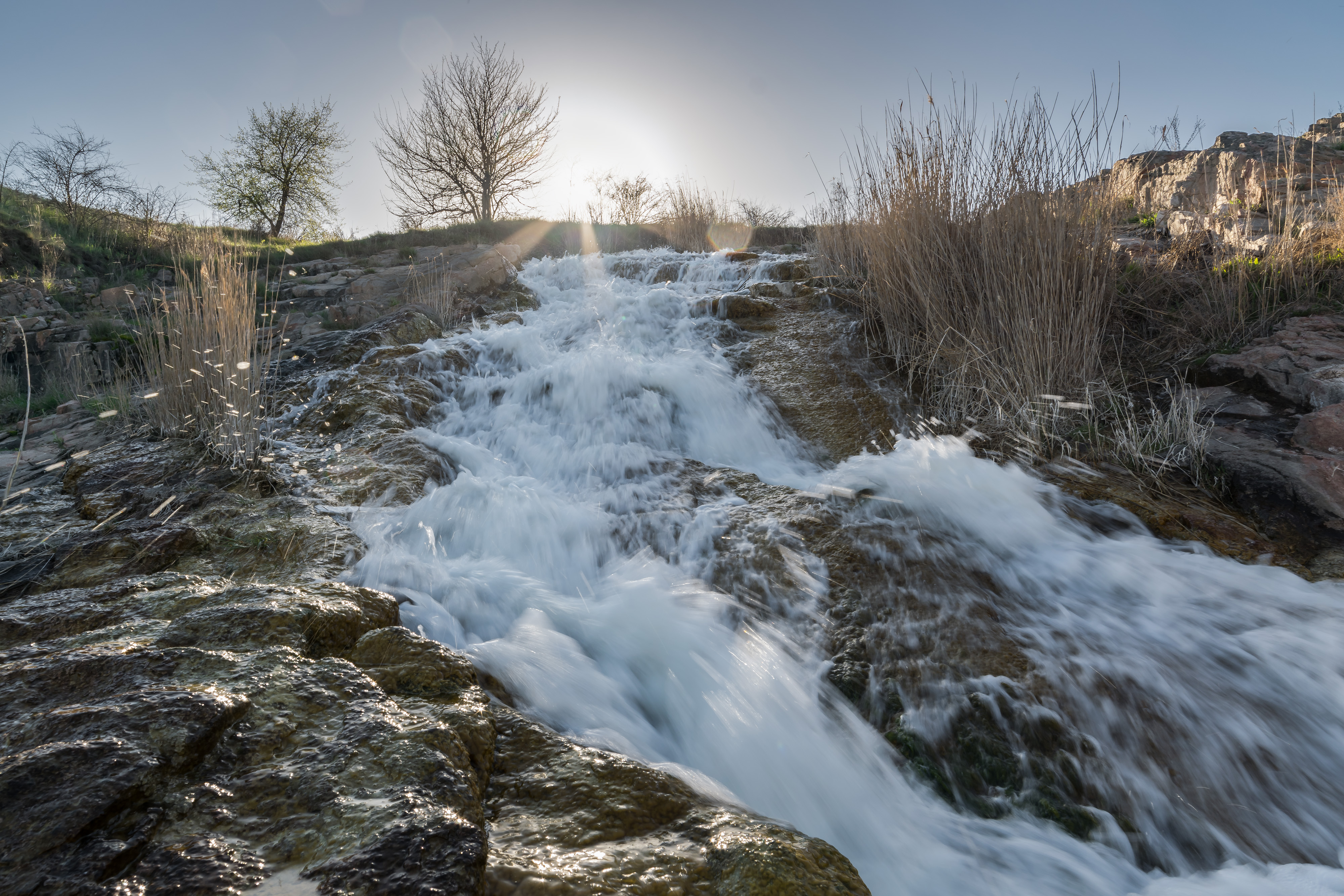
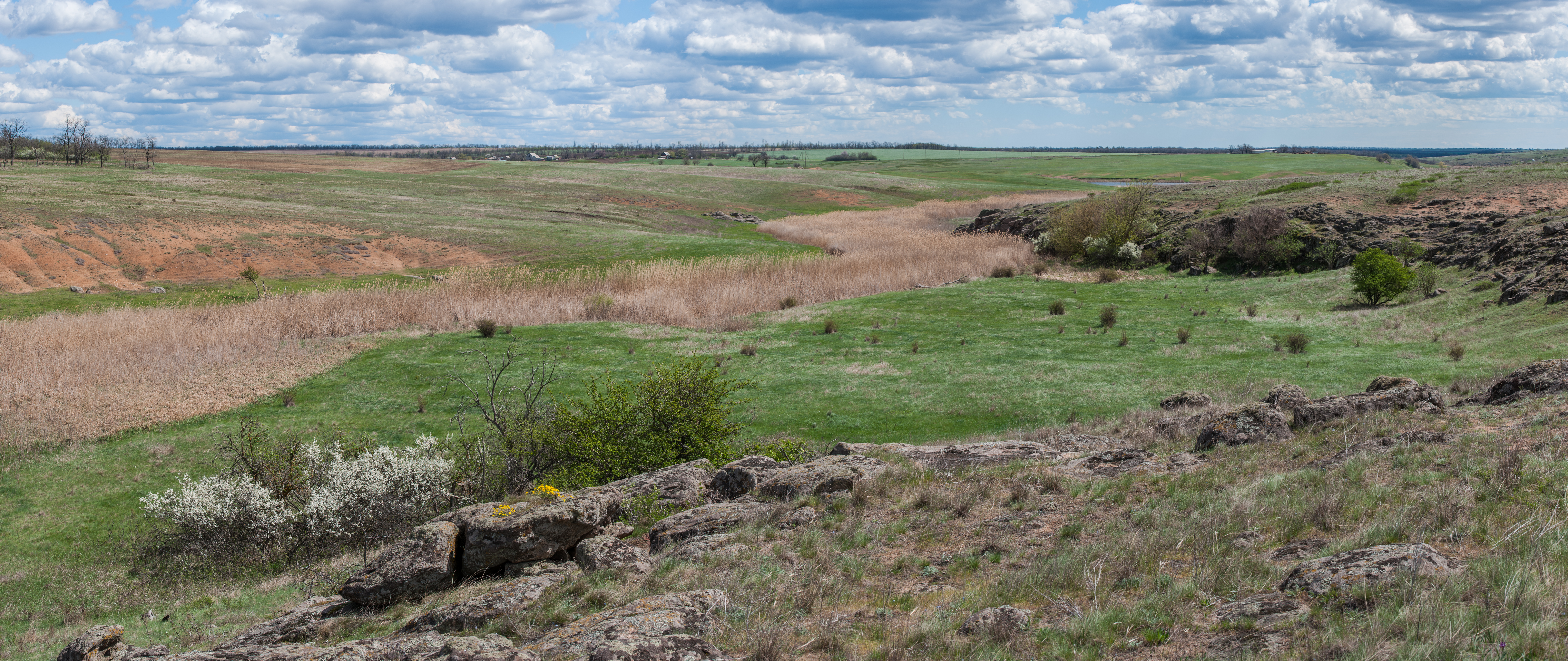
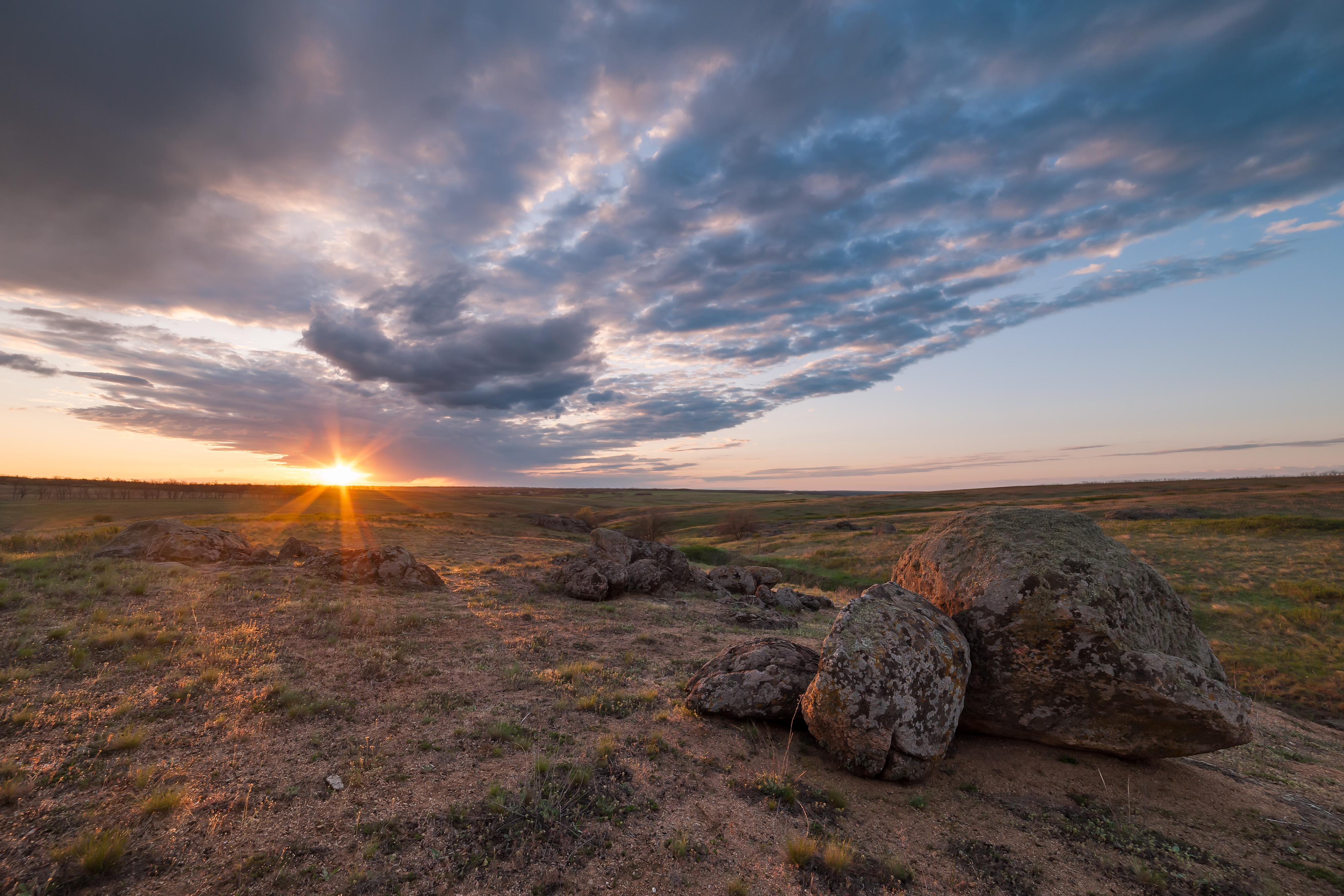
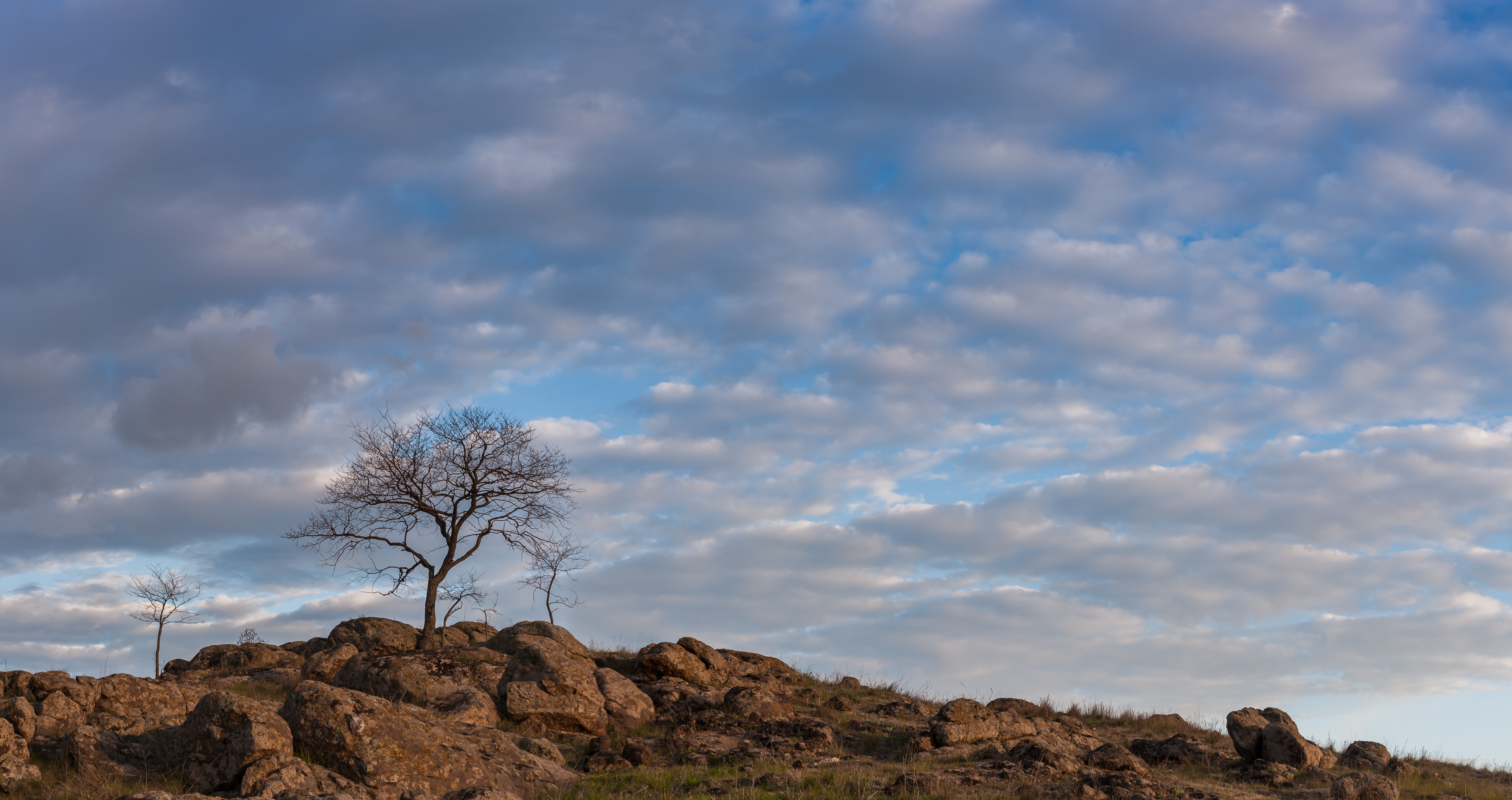
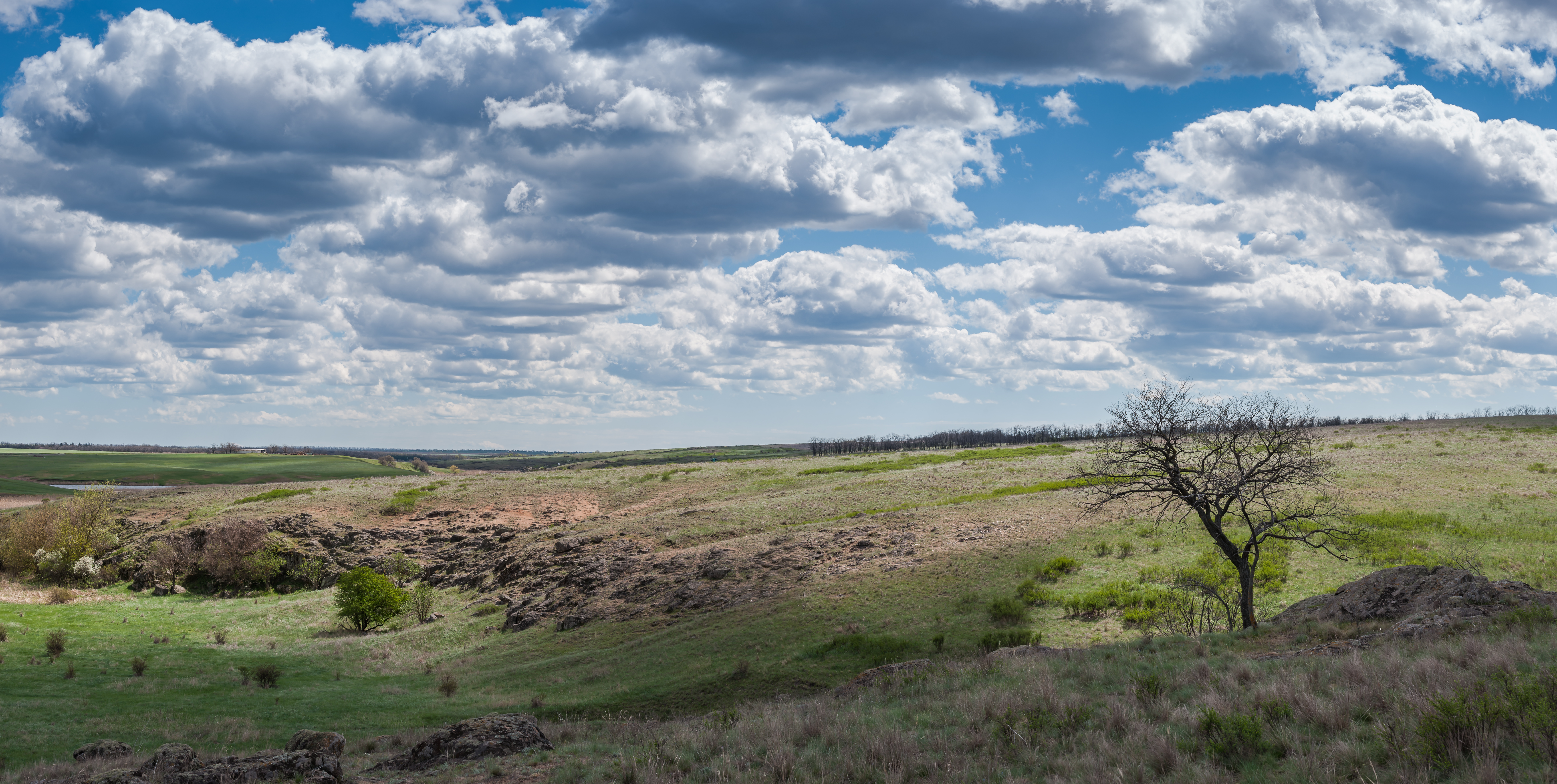